# 宇野章午
宇野 章午（うの しょうご、1966年12月14日 - ）は、北海道文化放送（UHB）のアナウンサー。

## 略歴
北海道千歳市出身。ただし、出生後すぐに札幌市へ移住している。
高崎経済大学を卒業後、1990年4月、北海道文化放送に入社。以来、同局が放送する様々な番組のナレーションを担当している。また同局のマスコット集団「ともだっち」のうち、「小島さん」の声も宇野が担当している。
2016年から事業開発部に配属されていたが、2019年4月にアナウンス部に復帰した。

## 担当番組
- ザ・ヒューマン北海道 - キャスター[1]
- にちよう特捜！ほっかいどう[4]
- Uno ShogoのHappy Broadcast（FMノースウェーブ）[要出典]
- UHBスーパーニュース - ナレーター
- のりゆきのトークDE北海道
- えき☆スタ発 - 木曜・金曜担当
- ロ・ヲ・ド・ク → 朗読 - ナレーター、ディレクター[5]
- ともだっち〜ず - 「なぞかけ道場」担当[3]
- 里田まいのふわふわmignon - 対決企画などでの進行役
- 早おき!てれび めざまし北海道 - 木曜・金曜担当
- UHBニュース